# 大徳 (冠位)
大徳（だいとく）は、604年から648年まで日本にあった冠位である。冠位十二階の最上位で、小徳の上にあたる。

## 概要
大徳は最上の冠位だが、臣下の最上に与える冠位ではない。当時、厩戸皇子（聖徳太子）とともに政務をとっていた蘇我馬子は、十二階制の冠位を受けず、大徳の上に立っていた。馬子とその子蝦夷は、厩戸皇子とともに冠位を授ける側の人で、授かる側ではなかった。
推古天皇11年12月5日（604年1月11日）に制定された。大化3年（647年）制定の七色十三階冠制により、翌大化4年（648年）4月1日に廃止になった。十三階制では上から7番目の大錦に引き継がれた。

## 麻卑兜吉寐
中国唐代の書『翰苑』は日本の十二等の官の第一が麻卑兜吉寐で、華言（中国語）で大徳というと記す。この麻卑兜吉寐は発音を転写したもので、マヒトキミまたはマヘツキミ（現代かな遣いではマエツキミ）とされる。マヒトキミ説では真人君の字をあてる。
マエツキミは前つ君、（天皇あるいは大王の）前にいる臣の意味で、朝廷の合議に参加する資格を持つ高官である。マエツキミに『日本書紀』は大夫などの字をあてる。『翰苑』では大徳だけが麻卑兜吉寐と読めるが、大徳の人数は少なく、マエツキミの人数と開きがあるので、マエツキミ説では大徳と小徳をマエツキミにあてる。

## 大徳の人物
史料で知られる大徳の人物は3人いる。3人のうち境部雄摩侶は蘇我氏の傍流である。小野妹子と大伴咋子（書紀では大伴囓）の冠位は『日本書紀』には記されないが、『続日本紀』にある孫の死亡時の記事に、それぞれ大徳冠妹子の孫、大徳咋子の孫とある。小野妹子は前に大礼で、遣隋使の大任を果たした功績で昇進したと考えられている。大伴咋子は大伴氏(氏姓制度では、連だった)を率いて軍事・外交両面で活躍した人物である。
- 境部雄摩侶 - 推古天皇31年（623年）[4]
- 小野妹子[5]
- 大伴咋（咋子）[6]